# Томарлинський сільський округ
Томарли́нський сільський округ (каз. Томарлы ауылдық округі, рос. Томарлинский сельский округ) — адміністративна одиниця у складі Теренкольського району Павлодарської області Казахстану. Адміністративний центр — село Томарли.
Населення — 892 особи (2021; 1029 у 2009, 1721 у 1999, 2527 у 1989).
Станом на 1989 рік існувала Федоровська сільська рада (села Воронцовка, Кизил-Ту, Конторка, Федоровка). Село Кизилту було ліквідоване 2002 року. 2018 року було ліквідовано село Конторка. 2023 року Федоровський сільський округ переяменовано в сучасну назву.

## Склад
До складу округу входять такі населені пункти:
| Населений пункт  | Старі назви | Населення, осіб (1989) | Населення, осіб (1999) | Населення, осіб (2009) | Населення, осіб (2021) |
| ---------------- | ----------- | ---------------------- | ---------------------- | ---------------------- | ---------------------- |
| Воронцовка, село | -           | 233                    | 170                    | 75                     | 49                     |
| Кизилту, село    | Кизил-Ту    | 126                    | 100                    | -                      | -                      |
| Конторка, село   | -           | 518                    | 271                    | 81                     | -                      |
| Томарли, село    | Федоровка   | 1650                   | 1180                   | 873                    | 843                    |